# Mormodes maculata
Mormodes maculata là một loài phong lan đặc hữu của México.

## Hình ảnh

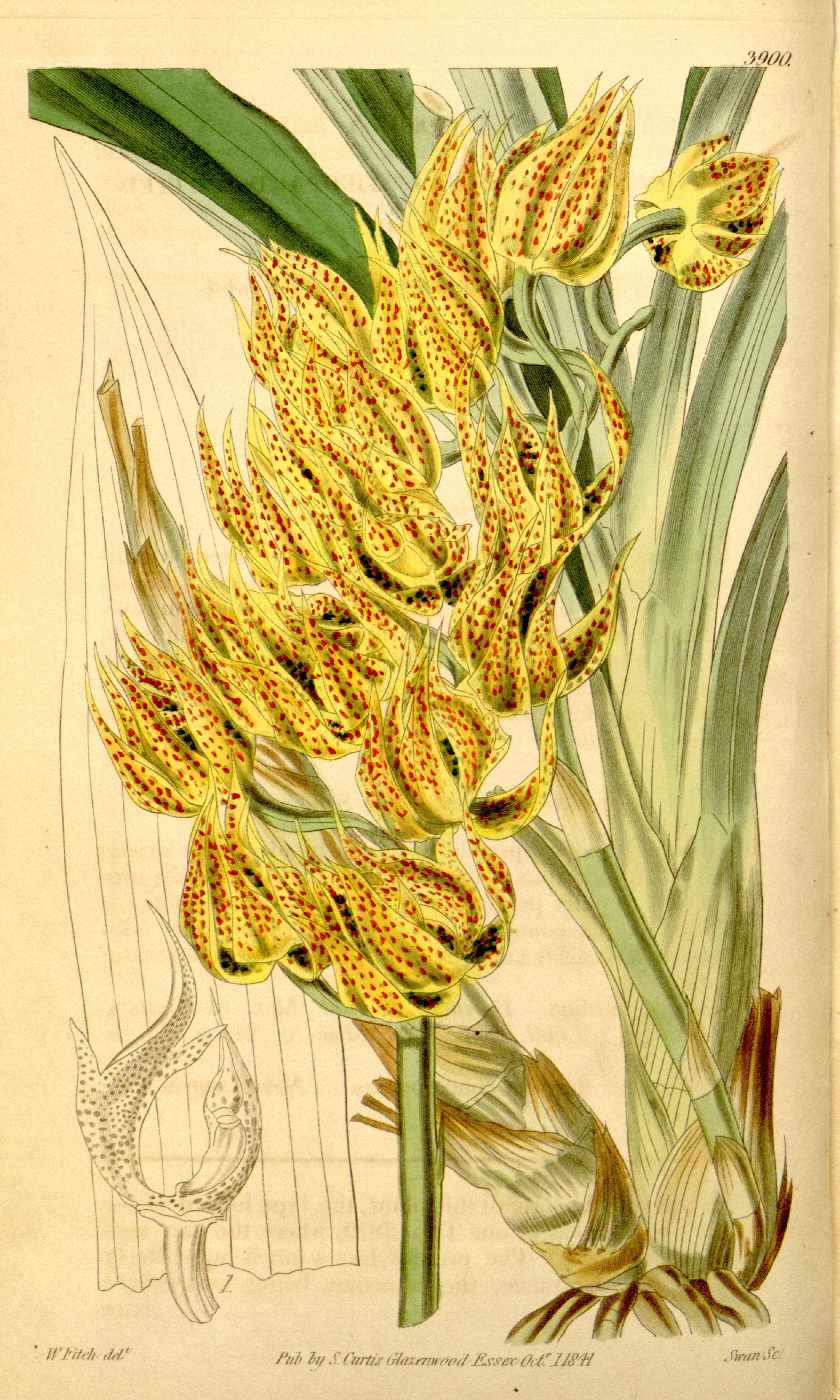
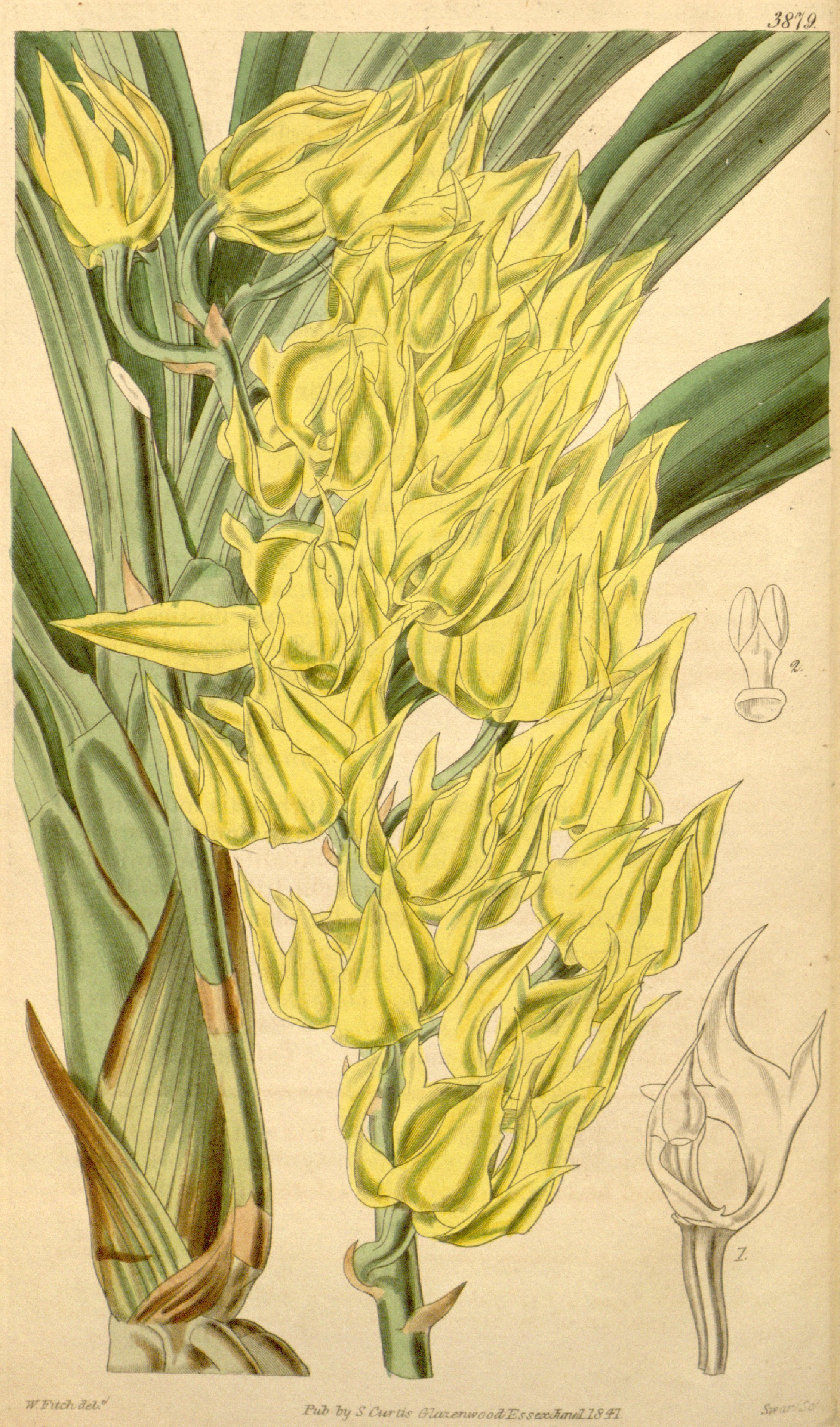